# キンバリー・プロセス
キンバリー・プロセス（キンバリー・プロセス認証制度、英語: Kimberley Process Certification Scheme）とは、参入国がダイヤモンド原石を取引する際、原産地証明書（キンバリー・プロセス証明書）の添付を義務付ける制度である。ダイヤモンドを紛争の資金として提供する可能性を減らすことを目的に導入された。

## 概要
紛争ダイヤモンドを抑制するため、南アフリカ、ボツワナ、ナミビアなどのアフリカ諸国は2000年5月に南アフリカのキンバリーで制度を立ち上げた。
2001年1月、ダイヤモンド産業の関係者は会合を開き、新しい組織ワールド・ダイヤモンド・カウンシルを立ち上げた。この新体制で「システム・オブ・ワランティ」と呼ばれる制度を作った。「システム・オブ・ワランティ」は研磨された状態のダイヤモンドを消費者が手にする段階の物の、その出所を証明する制度である、キンバリー・プロセスに参加している全ての国で、「システム・オブ・ワランティ」も支持されている。
2021年8月現在、54の国と地域が参加している。